# Fort Kent (Maine)
Fort Kent es un pueblo ubicado en el condado de Aroostook en el estado estadounidense de Maine. En el Censo de 2010 tenía una población de 4.097 habitantes y una densidad poblacional de 28,68 personas por km².

## Geografía
Fort Kent se encuentra ubicado en las coordenadas 47°14′7″N 68°33′57″O / 47.23528, -68.56583. Según la Oficina del Censo de los Estados Unidos, Fort Kent tiene una superficie total de 142.85 km², de la cual 140.3 km² corresponden a tierra firme y (1.78%) 2.55 km² es agua.

## Demografía
Según el censo de 2010, había 4.097 personas residiendo en Fort Kent. La densidad de población era de 28,68 hab./km². De los 4.097 habitantes, Fort Kent estaba compuesto por el 94.9% blancos, el 0.78% eran afroamericanos, el 0.81% eran amerindios, el 0.73% eran asiáticos, el 0% eran isleños del Pacífico, el 0.12% eran de otras razas y el 2.66% pertenecían a dos o más razas. Del total de la población el 0.71% eran hispanos o latinos de cualquier raza.